# Сундхаге, Пиа
Пиа Мариана Сундхаге (швед. Pia Mariane Sundhage; род. 13 февраля 1960, Ульрисехамн, Эльвсборг) — шведская футболистка, тренер. Выступала за сборную Швеции. Чемпионка Европы.

## Карьера
Одна из самых известных футболисток в истории Швеции. В составе национальной сборной страны сыграл без малого полторы сотни матчей, в которых забила 71 гол. Позднее этот рекорд смогла побить лишь Ханна Юнгберг с 72 мячами. Бронзовый призёр чемпионата мира 1991 года, участница Олимпийских игр-1996. Наивысшее достижение в футболке Тре Крунур — золотые медали Евро-84, где Сундхаге также выиграла титулы лучшего игрока и лучшего бомбардира и реализовала решающий пенальти в финале. В 1988 году в Швеции была выпущена почтовая марка с её изображением.
C 1992 года исполняла обязанности играющего тренера в клубе «Хаммарбю». С 1998 года — на полноценной тренерской работе. С 2008 по 2012 год возглавляла сборную США. Под её руководством американки выиграли два титула олимпийских чемпионок (2008 и 2012), в 2011 стали вице-чемпионками мира. С 2012 года Пиа у руля шведской национальной команды. В 2016 году по её руководством шведки дошли до финала Олимпиады в Рио.

## Достижения
Игрок

### Сборная
Швеция
- - Чемпионат мира
    - Третий призёр: : 1991

  - Чемпионат Европы
    - Победитель: : 1984
    - Вице-чемпион (2): : 1987, 1995
    - Третий призёр: : 1989

### Клуб
- Йитекс
  - Чемпионат Швеции
    - Победитель (4): : 1979, 1981, 1984, 1989
    - Обладатель Кубка Швеции (2): 1981, 1984
- Хаммарбю
  -     - Обладатель Кубка Швеции (2): 1994, 1995

Тренер
- США
  - Олимпийские игры
    - Победитель (2): : 2008, 2012

  - Чемпионат мира
    - Вице-чемпион: : 2011
- Швеция
  - Олимпийские игры
    - Вице-чемпион: : 2016

### Личные
- Лучший бомбардир чемпионата Швеции (2): 1982, 1983
- Лучший бомбардир и лучший игрок чемпионата Европы по футболу 1984 года
- Лучший тренер года по версии ФИФА: 2012
- Международный швед года 2017.

## Личная жизнь
Открытая лесбиянка.